# Hall of Fame del calcio inglese
La Hall of Fame del calcio inglese, collocata nel National Football Museum di Preston, in Inghilterra, mira a celebrare e mettere in evidenza i conseguimenti dei principali calciatori inglesi o che hanno giocato in Inghilterra. Nuovi membri vengono aggiunti ogni anno, con una cerimonia descritta come "Gli Oscar del calcio inglese", che si tiene in ottobre.
I membri della Hall of Fame vengono selezionati da una commissione composta da alcuni dei nomi più importanti di questo sport, come Alex Ferguson, Bobby Charlton e Mark Lawrenson. Per essere presi in considerazione per l'introduzione della Hall of Fame i giocatori/allenatori devono avere almeno 30 anni ed aver giocato in Inghilterra per almeno cinque stagioni.
La Hall of Fame onora molti dei più grandi giocatori della storia ed è in mostra permanente al National Football Museum. Un libro, Hall of Fame, Football's Greatest Heroes: The National Football Museum Hall Of Fame, è stato pubblicato nell'ottobre 2005 dalla Robson Books.

## Introdotti all'inaugurazione (2002)

### Giocatori
- Gordon Banks
- George Best
- Éric Cantona
- John Charles
- Sir Bobby Charlton
- Kenny Dalglish
- William Dean
- Peter Doherty
- Duncan Edwards
- Sir Tom Finney
- Paul Gascoigne
- Jimmy Greaves
- Johnny Haynes
- Kevin Keegan
- Denis Law
- Nat Lofthouse
- Dave Mackay
- Sir Stanley Matthews
- Bobby Moore
- Bryan Robson
- Peter Shilton
- Billy Wright

### Giocatrici
- Lily Parr

### Allenatori
- Sir Matt Busby
- Brian Clough
- Sir Alex Ferguson
- Bob Paisley
- Sir Alf Ramsey
- Bill Shankly

## Introdotti nel 2003

### Giocatori
- James Alan Ball
- Danny Blanchflower
- Pat Jennings
- Tommy Lawton
- Gary Lineker
- Stan Mortensen
- Peter Schmeichel
- Arthur Wharton

### Giocatrici
- Hope Powell

### Allenatori
- Herbert Chapman
- Stan Cullis
- Bill Nicholson
- Sir Bobby Robson

## Introdotti nel 2004

### Giocatori
- Tony Adams
- Viv Anderson
- Billy Bremner
- Sir Geoff Hurst
- Roy Keane
- Wilf Mannion
- Alan Shearer

### Giocatrici
- Sue Lopez

### Allenatori
- Dario Gradi
- Don Revie

## Introdotti nel 2005

### Giocatori
- Colin Bell
- Ian Wright
- Ryan Giggs
- John Charles Barnes
- Jack Charlton
- Bert Trautmann
- Alex James

### Giocatrici
- Debbie Bampton

### Allenatori
- Howard Kendall
- Walter Winterbottom

## Introdotti nel 2006
Gli introdotti nel 2006 furono annunciati il 30 agosto da Howard Kendall per conto della commissione selezionatrice. La cerimonia di premiazione si svolse il 19 ottobre a Liverpool.

### Giocatori
- Jackie Milburn
- Martin Peters
- Roger Hunt
- Liam Brady
- Gianfranco Zola
- Alan Hansen
- Ian Rush

### Giocatrici
- Gillian Coultard

### Allenatori
- Ron Greenwood
- Arsène Wenger

## Introdotti nel 2007

### Giocatori
- Dennis Bergkamp
- Glenn Hoddle
- Mark Hughes
- Billy Meredith
- Graeme Souness
- Nobby Stiles

### Giocatrici
- Karen Walker
- Joan Whalley

### Ambasciatori del calcio
- Sepp Blatter

### Football Foundation Community
- Niall Quinn

### Allenatori
- Terry Venables

## Introdotti nel 2008

### Giocatori
- Jimmy Armfield
- David Beckham
- Steve Bloomer
- Thierry Henry
- Emlyn Hughes
- Paul Scholes
- Ray Wilson

### Giocatrici
- Pauline Cope

### Allenatori
- Bertie Mee

### All-time great European footballer award
Nel 2008, il National Football Museum Hall of Fame Selection Panel (giurato del Hall of Fame del calcio inglese) ha conferito, per la prima volta, un premio a un calciatore d'origine non britannica, lo All-time great European footballer award (Grande calciatore europeo di tutti i tempi), il quale fu assegnato al francese Michel Platini.

## Introdotti nel 2009

### Giocatori
- Ossie Ardiles
- Cliff Bastin
- Sir Trevor Brooking
- George Cohen
- Frank McLintock
- Len Shackleton
- Teddy Sheringham
- Frank Swift

### Giocatrici
- Marianne Spacey

### Allenatori
- Malcolm Allison
- Joe Mercer

## Introdotti nel 2010

### Giocatori
- Charlie Buchan
- Ian Callaghan
- Ray Clemence
- Johnny Giles
- Francis Lee
- Alf Ramsey
- Clem Stephenson

### Giocatrici
- Brenda Sempare

### Allenatori
- Harry Catterick

### Premio alla carriera
- Jimmy Hill

## Introdotti nel 2013

### Giocatori
- Raich Carter
- Eddie Gray
- Cliff Jones
- Matt Le Tissier
- Mike Summerbee
- Ray Wilkins

### Giocatrici
- Sheila Parker

### Speciale
- William McGregor

### Arbitri
- Jack Taylor

## Introdotti nel 2014

### Giocatori
- Trevor Francis
- Hughie Gallacher
- Jimmy McIlroy
- Michael Owen
- Patrick Vieira

### Giocatrici
- Sylvia Gore

### Speciale
- Matthew Dimbylow
- Preston North End Football Club

## Introdotti nel 2015[2]

### Giocatori
- Ivor Allchurch
- Bob Crompton
- Norman Hunter
- Paul McGrath
- Alan Mullery
- Gary Neville
- Stuart Pearce

Ryan Giggs ha ritirato il proprio premio, avendo saltato la cerimonia originale nel 2005.

### Giocatrici
- Faye White

### PremioFA Football for All
- Gary Davies - capitano della squadra dell'Inghilterra per atleti con paralisi cerebrale

### Premio speciale - Ambasciatore del calcio anglo-cinese
- Sun Jihai[3]

## Introdotti nel 2016[4]

### Giocatori
- Rio Ferdinand
- Denis Irwin
- Mark Lawrenson
- Billy Liddell
- John Robertson
- David Seaman
- Neville Southall
- Gordon Strachan

### Giocatrici
- Rachel Brown
- Rachel Unitt

### PremioFA Football for All
- Martin Sinclair

### Squadre
- La squadra del Nottingham Forest vincitrice della UEFA Champions League nel 1979 e 1980

### Speciale
- Notts County - come club professionistico più antico del mondo

## Introdotti nel 2017
Lista delle ammissioni del 2017.

### Giocatori
- Billy Bonds
- Steven Gerrard
- Frank Lampard
- Charlie Roberts
- Gary Speed
- Bob Wilson

### Giocatrici
- Kelly Smith
- Rachel Yankey

### PremioFA Football for All
- Alistair Patrick-Heselton - membro della squadra dell'Inghilterra per atleti con paralisi cerebrale che ha rappresentato il Team GB ai Giochi paralimpici

## Introdotti nel 2019
Lista delle ammissioni del 2019.

### Giocatori
- Cyrille Regis

### Giocatrici
- Alex Scott

## Introdotti nel 2020
Lista delle ammissioni del 2020.

### Giocatore
- Justin Fashanu

## Introdotti nel 2021
Lista delle ammissioni del 2021.

### Giocatori
- Terry Butcher
- Paul Ince
- Walter Tull

### Giocatrici
- Karen Carney
- Carol Thomas

## Introdotti nel 2022
Lista delle ammissioni del 2022.

### Giocatrice
- Kerry Davis

## Introdotti nel 2023
Lista delle ammissioni del 2023.

### Giocatori
- Jack Leslie
- Vincent Kompany